# Ибирапуера
Ибирапуера (на португалски: Ibirapuera) е най-големият градски парк в Сао Пауло.
Представлява голям парков комплекс с площ от почти 2 кв. км. Паркът „Ибирапуера“ е популярно място за почивка, джогинг, разходки и различни културни мероприятия. В границите му се намират няколко сгради, в това число и конгресен център, повечето от които са проектирани от известния архитект Оскар Нимайер. Значението, което паркът има за Сао Пауло, е сравнимо с това на Сентрал Парк в Ню Йорк. Наред с парка „Чепултепек“ в Мексико сити и парка „Симон Боливар“ в Богота паркът „Ибирапуера“ е сред най-големите градски паркове в Латинска Америка.
Паркът е построен през 1954 г. по случай 4-вековния юбилей на града. Зданията в парка са проектирани от Оскар Нимайер, а ландшафтът – от дизайнера Роберто Бурле Маркс.
Сред сградите, които се намират в парка Ибирапуера са:
- „Великият маркиз“ – сграда, в която се помещава Музеят на модерното изкуство на Сао Пауло;
- Павилионът „Сисило Матарацо“, в който се помещава Музеят на модерното изкуство към Университета на Сао Пауло;
- Павилионът „Мануел да Обрега“, който до 1992 г. е сграда на кметството на града;
- Павилионът „Лукас Ногейра Гарсез“, официално наричан Изложбен дворец (Palácio das Exposições) и познат още с името Ока („Колиба“, заради овалната му структура), в който се помещават Музеят на аеронавтиката и Музеят на фолклора;
- Павилионът „Армандо де Арура Перейра“ – сграда на Общинското предприятие за обработка на данни;
- Аграрният дворец – сграда на Общинския департамент за транспорт (ДЕТРАН), в която първоначално е трябвало да се помещава Департаментът на земеделието;
- Планетариумът и Общинската школа по астрофизика – сградата е с форма на летяща чиния, първият планетариум в Южното полукълбо, а диаметърът на купола е 20 метра;
- Гимназиумът – спортна арена с капацитет 11 хиляди души;
- Японският павилион;
- Монументът „Бандейрас“;
- Вила де Осос бакалао (или Музей на чудесата);
- Аудиториумът „Ибирапуера“;
- Сатуята на Педро Алвариш Кабрал – откривателя на Бразилия;
- Обелискът на Сао Пауло, посветен на Конституционната революция от 1932 г.

| Фотогалерея             |                                  |                                       |     |
|                         |                                  |                                       |     |
| Аудиториум „Ибирапуера“ | Мост над едно от езерата в парка | Градският музей на модерното изкуство | Ока |

|                                                             |                               |                        |                         |  |  |  |
|                                                             |                               |                        |                         |  |  |  |
| Биенале на изкуствата в Сао Пауло: Павилион Сисило Матарацо | Аероснимка на спортната арена | Монументът „Бандейрас“ | Музей на афробразилците |  |  |  |